# Jenny Hasselquist
Jenny Matilda Elisabet Hasselquist, född 31 juli 1894 i Hedvig Eleonora församling i Stockholm, död 8 juni 1978 på Höstsol i Täby, var en svensk premiärdansös, skådespelare och balettpedagog.

## Biografi
Hasselquist, vars far var riksdagsmannen Johannes Hasselquist, utbildades från 1906 vid Balettelevskolan på Kungliga Teatern (Stockholmsoperan) där hon också fick anställning 1910. Hon uppmärksammades 1913 av Michel Fokine och fick genom honom solopartier i Sylfiderna och Cleopatra, i vilka hon hade en lysande framgång. Samma år blev hon premiärelev hos Fokine och sekonddansös samt 1915 premiärdansös. 1919 tog hon avsked från Kungliga Teatern och inledde därmed en internationell karriär som turnerande ballerina, 1919–1921 som medlem i Les ballets suédois. Hon dansade på flera av kontinentens större scener såsom Coliseum i London, Théâtre des Champs Élysées i Paris, Théâtre du Parc i Bryssel och Deutsches Teater i Berlin.
Hon medverkade i filmer av Mauritz Stiller, Victor Sjöström och Gustaf Molander liksom i tyska filmer. Hon hade sammanlagt närmare tjugo roller i stumfilmer och två i ljudfilmer. 
Hon öppnade en balettskola 1932 och undervisade även på Kungliga Teatern i början av 1950-talet. Hon medverkade även i dramatiska roller i folkparksturnéer med Nils Ekstams sällskap på 1940-talet.   
Hon var gift 1918–1922 med konstnären Wilhelm Kåge och 1923–1927 med trädgårdsarkitekten Gösta Reuterswärd. Kåges dans- och figurskisser av Hasselquist blev förlaga för många av silverdekorerna på den berömda keramiska Gustavsbergsserien Argenta från 1930.
Jenny Hasselquist är begravd på Sandsborgskyrkogården i Stockholm.

## Filmografi
- 1916 – Balettprimadonnan
- 1920 – Sumurun
- 1921 – De landsflyktige
- 1921 – Johan
- 1922 – Vem dömer
- 1923 – Friaren från landsvägen
- 1923 – Mutter, dein Kind ruft! Das brennende Geheimnis
- 1923 – Eld ombord
- 1924 – Gösta Berlings saga
- 1924 – Die Perücke
- 1925 – Ingmarsarvet
- 1925 – Kraft och skönhet
- 1926 – Das Mädchen ohne Heimat
- 1926 – Die Horde
- 1926 – Brennende Grenze
- 1926 – Till Österland
- 1926 – Min fru har en fästman
- 1927 – Schuldig
- 1928 – Stormens barn
- 1929 – Säg det i toner
- 1930 – Den farliga leken

## Teater

### Roller (ej komplett)
| År   | Roll             | Produktion                      | Regi                    | Teater         |
| ---- | ---------------- | ------------------------------- | ----------------------- | -------------- |
| 1931 | Simone de Latour | Madame ordnar allt M. Aubergson | Harry Roeck-Hansen      | Blancheteatern |
| 1931 | Guimard          | Mozart Sacha Guitry             | Ragnar Hyltén-Cavallius | Oscarsteatern  |

## Rollfoton

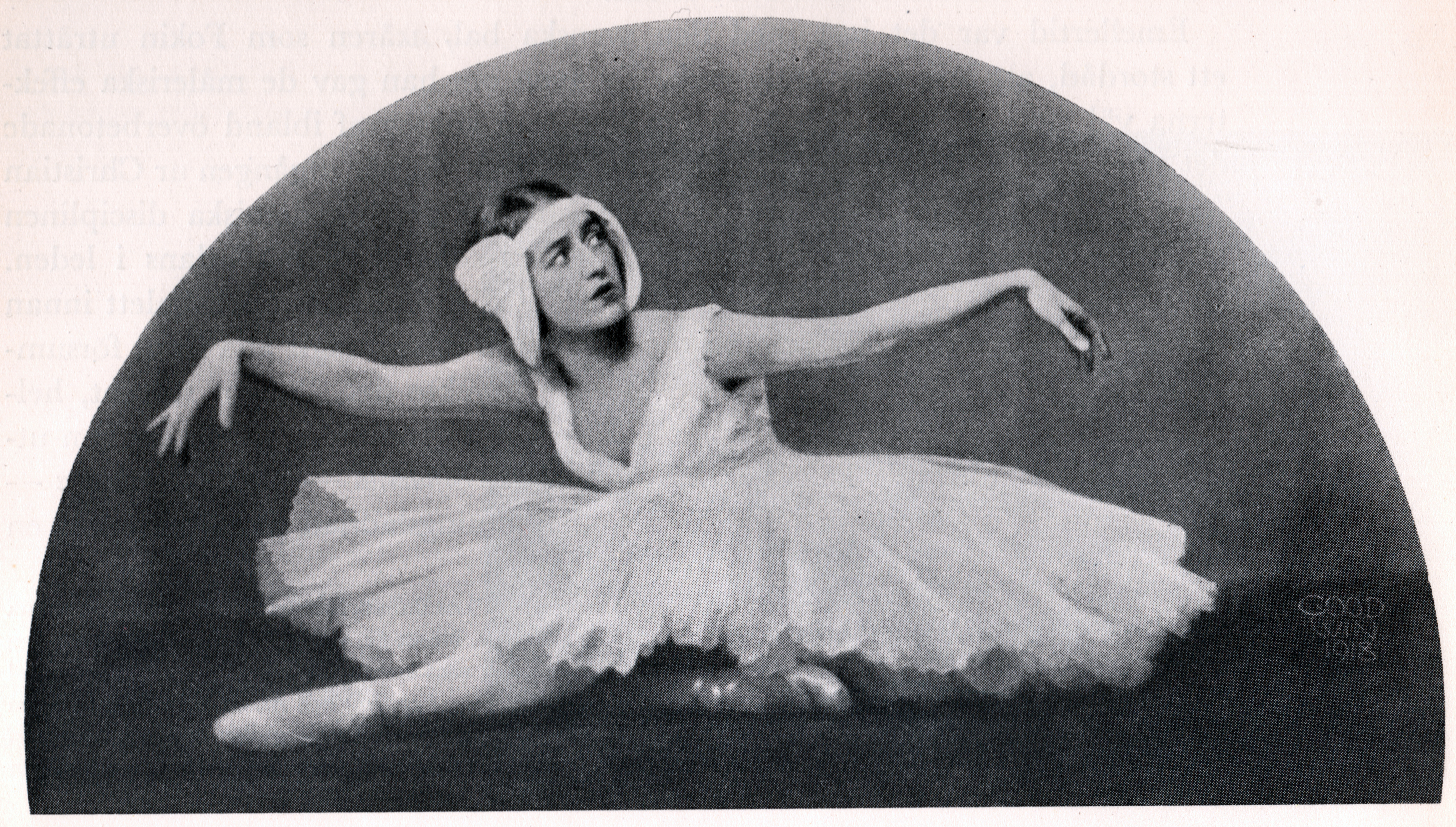
Som Den döende svanen

Filmroll som Marianne Sinclair i Gösta Berlings saga 1924
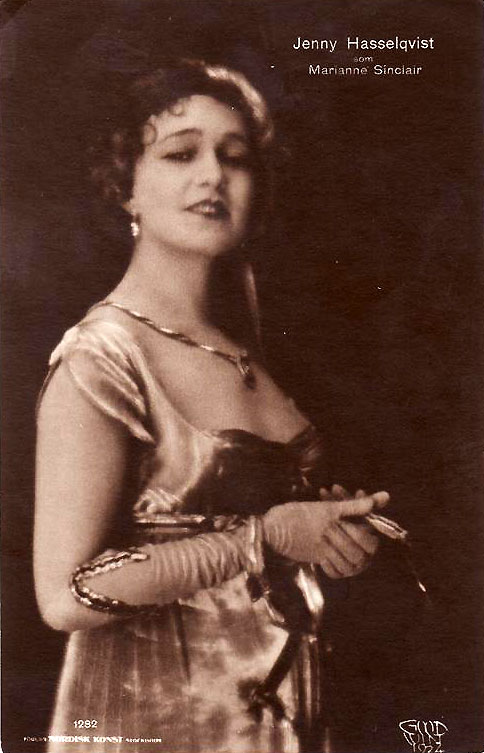
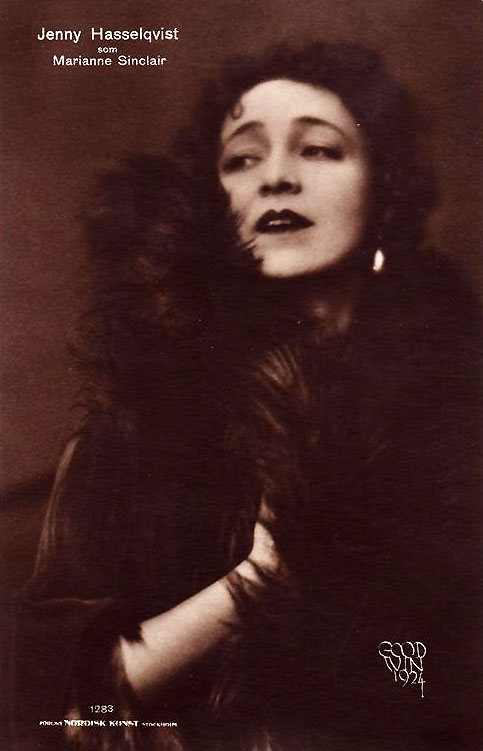
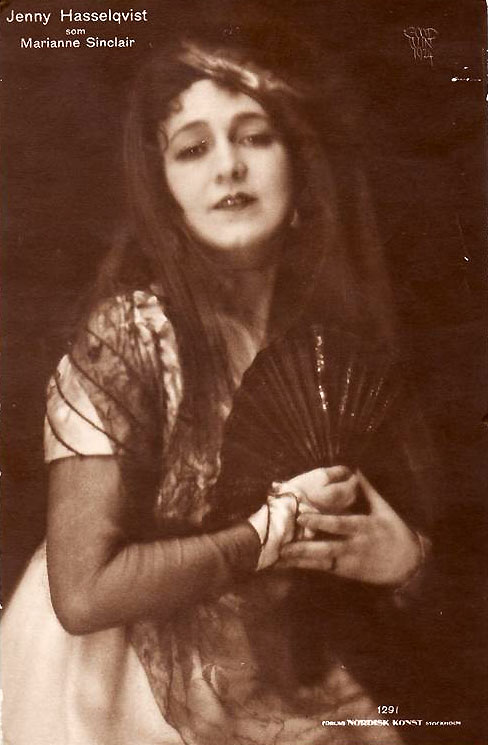